# Cayambe (kanton)
Cayambe – kanton w prowincji Pichincha, w Ekwadorze. Stolicą kantonu jest Cayambe.